# Johann Georg von Berenhorst
Johann Georg(e) von Berenhorst (* 19. März 1794 in Dessau; gestorben 6. April 1852 ebenda) war ein anhaltischer Adeliger, Geheimer Kabinettrat, Theaterintendant und Träger des Orden Pour le Mérite.

## Leben

### Herkunft und Familie
Die von Berenhorsts entstammten einer Affäre durch den anhaltischen Fürsten Leopold I. von Anhalt-Dessau und der Sophie Eleonore Söldner, aus der sein Vater und Onkel Karl entstanden. 1750 wurden beide in den Reichsadelstand erhoben. Sein Vater Georg Heinrich von Berenhorst wirkte als Militärschriftsteller und Major in preußischen Diensten. 1819 heiratete er Auguste, geb. von Holleufer. Aus dieser Ehe entstand ein Sohn, nämlich Adolf von Berenhorst, welcher eine Karriere als preußischer Generalmajor einschlug. 1822 starb seine Frau einen frühen Tod, worauf er Mathild, geb. von Saldern heiratete. Aus der zweiten Ehe entstanden zahlreiche Kinder, darunter der Hofmarschall Leopold von Berenhorst, Georg Heinrich von Berenhorst und der preußische Offizier und lippische Hofmarschall Maximilian von Berenhorst.

### Karriere
1812 trat von Berenhorst in die österreichische Armee ein und erreichte 1817 mit dem Abschied aus dem Heer den Range eines Oberleutnants. Bis dahin wurde ihm am 2. Mai 1816 der Orden pour le Mérite verliehen. Er zog wieder in seine Heimat und wirkte nun als Kammerherr beim Herzog Leopold IV. Friedrich von Anhalt-Dessau im Fürstentum Anhalt-Dessau. Im späteren Verlaufe seines Lebens erfolgte eine Ernennung zum Kabinettrat. Mit dem Komponisten Friedrich Schneider pflegte er eine lebenslange Freundschaft und gründete mit ihm und zahlreichen anderen Dessauer Persönlichkeiten die "Dessauer Liedertafel". Ab den 1820ern betätigte sich von Berenhorst auch im kulturellen Leben der Stadt Dessau und wirkte bis zu seinem Tode als Intendant des Anhaltischen Theater Dessaus und der Hofmusik. Unter seiner Aufsicht wurde das erste staatliche, fest engagierte Darstellerensemble am Dessauer Theater installiert. Auch betätigte er sich als Förderer des Dessauer Bildhauers Franz Woltreck. Am 18. Mai 1843 wurde ihm das Komturkreuz II. Klasse des Hausordens Albrechts des Bären verliehen. 1849 erwarb er das Haus Steinstraße 6 in Dessau.
Bis 1851 wurde er auch Rechtsritter des Johanniterordens, Ritter des Guelphen-Ordens und Inhaber des Armeekreuzes für 1813/14.